# Конново (Нижньогородська область)
Конново (рос. Конново) — село в Дивеєвському районі Нижньогородської області Російської Федерації.
Населення становить 451 особу. Входить до складу муніципального утворення Івановська сільрада.

## Історія
Від 2009 року входить до складу муніципального утворення Івановська сільрада.

## Населення
| 2002 | 2010 |
| ---- | ---- |
| 496  | ↘451 |